# Benedikt Beisheim
Benedikt Beisheim (Dormagen, 22 aprile 1987) è uno schermidore tedesco, specializzato nella sciabola.

## Biografia
Ha conquistato una medaglia di bronzo nei campionati europei di scherma di Lipsia del 2010 nella gara di sciabola a squadre.

## Palmarès
In carriera ha conseguito i seguenti risultati:
- Europei di scherma

Lipsia 2010: bronzo nella sciabola a squadre.